# Aurélien Raphaël
Pour les articles homonymes, voir Raphaël.
Aurélien Raphaël né le 25 avril 1988 à Juvisy sur Orge en France est un triathlète professionnel champion de France de triathlon courte distance en 2019.

## Biographie

### Jeunesse
Aurélien Raphaël commence la natation à l'âge de 5 ans, l’athlétisme deux ans plus tard, puis s'entraîne au triathlon dès l'âge de 10 ans. Son autre passion qu'il partage avec sa sœur est la pâtisserie, profession pour laquelle il suit une formation de quatre ans à l’école hôtelière d’Étiolles où il obtient un bac pro hôtellerie restauration option pâtisserie. En triathlon, il devient champion d'Europe juniors en 2006 et champion du monde juniors en 2007 avant d'intégrer l'École interarmées sports de Fontainebleau en février 2008.

### Carrière en triathlon
Le 24 août 2013, il rentre dans le Top 5 d'une épreuve des séries mondiales de triathlon (WTS), il termine à la 4e place sur l'épreuve de Stockholm derrière les médaillés olympiques ; les jumeaux anglais Brownlee et l'Espagnol Javier Gómez. Après trois deuxième place en coupe du monde et cinq première places en coupe d'Europe, Aurélien Raphaël remporte sa première épreuve de coupe du monde en Corée du Sud à Tongyeong en 2017. Il termine également trois fois sur le podium des championnats de France (3e en 2013, 2016 et 2017). En 2018, il remporte en équipe les premiers championnats de France de triathlon en relais mixte, pratique nouvelle qui fait son entrée au programme olympique en 2020.
En 2019, il remporte son premier titre national lors des championnats de France de triathlon courte distance à Metz.

### Reconversion
Il a pour projet d'ouvrir après sa carrière sportive, une pâtisserie avec sa sœur déjà dans la profession, il possède également un BTS en gestion comptabilité en hôtellerie restauration.

## Palmarès
Le tableau présente les résultats les plus significatifs (podium) obtenus sur le circuit national et international de triathlon depuis 2008.
| Année | Compétition                                     | Pays         | Position           | Temps           |
| ----- | ----------------------------------------------- | ------------ | ------------------ | --------------- |
| 2019  | Championnat de France                           | France       | Médaille d'or      | 0 h 52 min 19 s |
| 2018  | Championnat de France en relais mixte           | France       | Médaille d'or      | 1 h 57 min 14 s |
| 2018  | Coupe du monde - l'étape d'Astana               | Kazakhstan   | Médaille de bronze | 1 h 37 min 24 s |
| 2017  | Coupe du monde - l'étape sprint de Tongyeong    | Corée du Sud | Médaille d'or      | 0 h 52 min 0 s  |
| 2017  | Championnat de France                           | France       | Médaille de bronze | 0 h 49 min 10 s |
| 2016  | Coupe d'Europe - l'étape de Quarteira           | Portugal     | Médaille d'or      | 1 h 49 min 42 s |
| 2016  | Coupe du monde - l'étape sprint de Cagliari     | Italie       | Médaille d'argent  | 0 h 56 min 20 s |
| 2016  | Championnat de France                           | France       | Médaille de bronze | 0 h 54 min 16 s |
| 2016  | Grand Prix de triathlon - Étape de Valence      | France       | Médaille d'argent  | Timing          |
| 2015  | Grand Prix de triathlon - Étape de Quiberon     | France       | Médaille d'argent  | Timing          |
| 2015  | Coupe d'Europe - l'étape de Quarteira           | Portugal     | Médaille de bronze | 1 h 49 min 5 s  |
| 2014  | Coupe d'Europe - l'étape de Quarteira           | Portugal     | Médaille d'or      | 1 h 49 min 24 s |
| 2013  | Championnat de France                           | France       | Médaille de bronze | 0 h 56 min 41 s |
| 2013  | Coupe d'Europe - l'étape de Quarteira           | Portugal     | Médaille d'argent  | 1 h 49 min 54 s |
| 2012  | Coupe du monde - l'étape sprint de Tiszaújváros | Hongrie      | Médaille d'argent  | 0 h 52 min 5 s  |
| 2012  | Coupe d'Europe - l'étape de Quarteira           | Portugal     | Médaille d'or      | 1 h 49 min 27 s |
| 2012  | Coupe d'Europe - l'étape sprint de Mondello     | Italie       | Médaille d'or      | 0 h 53 min 43 s |
| 2010  | Coupe du monde - l'étape de Tongyeong           | Corée du Sud | Médaille d'argent  | 1 h 49 min 52 s |
| 2010  | Coupe d'Europe - l'étape de Brasschaat          | Belgique     | Médaille d'or      | 1 h 43 min 36 s |
| 2008  | Grand Prix de triathlon - Étape de Paris        | France       | Médaille d'argent  | Timing          |
| 2008  | Coupe d'Europe - l'étape d'Athlone              | Irlande      | Médaille d'argent  | 1 h 51 min 11 s |